# Agent z Hongkongu
Agent z Hongkongu (v originále Dak Miu Mai Shing) je hongkongský akční film z roku 2001. Režisérem filmu je Teddy Chan a hlavních rolí si zahráli Jackie Chan, Eric Tsang, Vivian Hsu a Wu Hsing-kuo.

## Obsazení
| Jackie Chan      | Buck Yuen/sám sebe/Bei      |
| Eric Tsang       | Many Liu                    |
| Vivian Hsu       | Yong                        |
| Kim Min-jeong    | Carmen Wong                 |
| Wu Hsing-kuo     | Mr.Zen                      |
| Cheung Tat-ming  | Stan                        |
| Pauline Suen     | žena                        |
| Alfred Cheung    | právník                     |
| Scott Adkins     | hlavní Turek                |
| Didem Erol       | bossova přítelkyně          |
| Gordon Alexander | Zenův sluha                 |
| Ken Chang        | policista v nákupním centru |
| Teddy Chan       | taxikář                     |
| Mustafa Presheva | italský gangster            |
| Athena Chu       |                             |
| Brad Allan       | Zenův bodyguard             |

## Ocenění
Film získal dvě ocenění na udílení hongkongských filmových cen, a to za nejlepší akční choreografii a nejlepší střih. Dále byl nominován v kategoriích nejlepší zvuk a nejlepší vizuální efekty.